# Chloroclystis rufulgens
Chloroclystis rufulgens là một loài bướm đêm trong họ Geometridae.